# Rothe Mühle

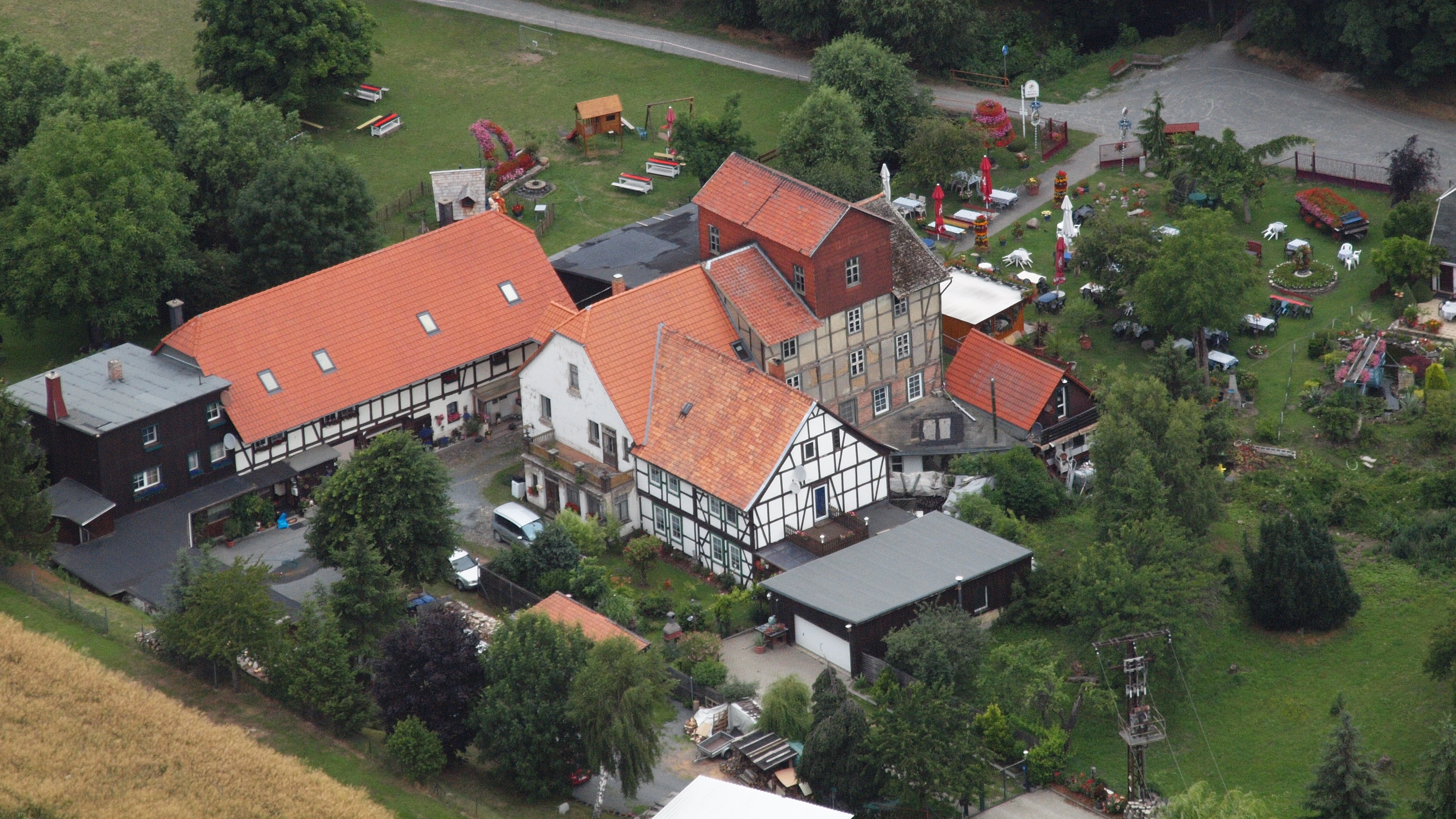
Rothe Mühle, Luftaufnahme (2015)

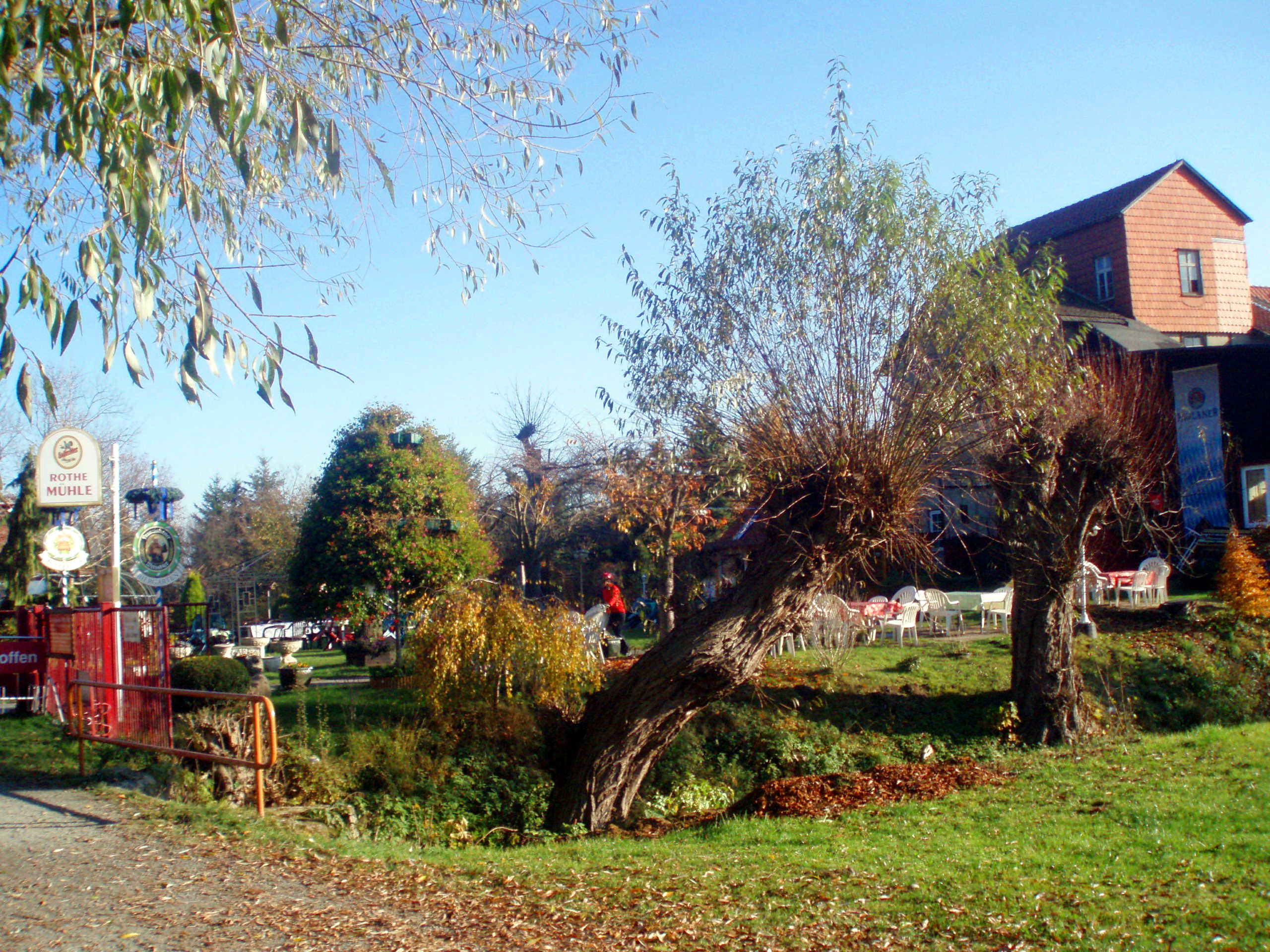
Rothe Mühle

Die Rothe Mühle ist eine frühere Mahlmühle an der Holtemme zwischen Wernigerode und Silstedt im Landkreis Harz, die heute für Wohnzwecke und als Café und Biergarten genutzt wird. Sie wurde durch einen Mühlgraben betrieben, der heute noch Wasser führt und unmittelbar neben der Mühle wieder in die Holtemme mündet.
Der Name der Mühle wurde erst 1839 vom damaligen Mühlenbesitzer Karl Peters eingeführt. Zuvor trug die Mühle den Namen des jeweiligen Besitzerfamilie, so Schwaneckesche Mühle und danach Schickesche Mühle. Seit mehreren Jahrzehnten befindet sich die Mühle jetzt im Besitz der Familie Abel.